# Floresflugsnappare
Floresflugsnappare (Eumyias oscillans) är en fågel i familjen flugsnappare inom ordningen tättingar, endemisk för Indonesien.

## Utseende och läte
Floresflugnsapparen är en mörk flugsnappare, med smutsbrun ovansida och roströd anstrykning på vingar, övergump och stjärt. Undertill är den mörkgrå på strupe och bröst, vitaktig på buken och beige på undre stjärttäckarna. Den skiljs från glasögonflugsnappare genom större storlek, helmörk näbb, mer färglös undersida och avsaknad av vit strupe. Sången består av en blandad ljus ramsa, "tiritirtir-tu".

## Utbredning och systematik
Floresflugsnappare förekommer i Indonesien, på Flores och Sumbawa i västra Små Sundaöarna. Den behandlas numera som monotypisk, det vill säga att den inte delas in i underarter. Fram tills nyligen inkluderade oscillans sandelflugsnapparen (E. stresemanni) på Sumba som underart, men denna urskiljs sedan 2016 som egen art av Birdlife International och naturvårdsunionen IUCN stresemanni, sedan 2021 även av tongivande International Ornithological Congress och sedan 2022 av Clements et al.

### Släktestillhörighet
Floresflugsnapparen placerades tidigare i Rhinomyias, men genetiska studier visar att flera av arterna i släktet istället är del av Cyornis. Floresflugsnappare antogs tidigare tillhöra den gruppen men förs sedan 2022 istället till Eumyias.

## Levnadssätt
Floresflugsnappare hittas i tätare bergsskogar. Där ses den enstaka eller i par anspråkslöst till i undervegetationen och skogens mellersta skikt, ofta som en del av kringvandrande artblandade flockar.

## Status
Trots det begränsade utbredningsområdet och att den tros minska i antal anses beståndet vara livskraftigt av internationella naturvårdsunionen IUCN.